# Kreuzkirche (Graz)

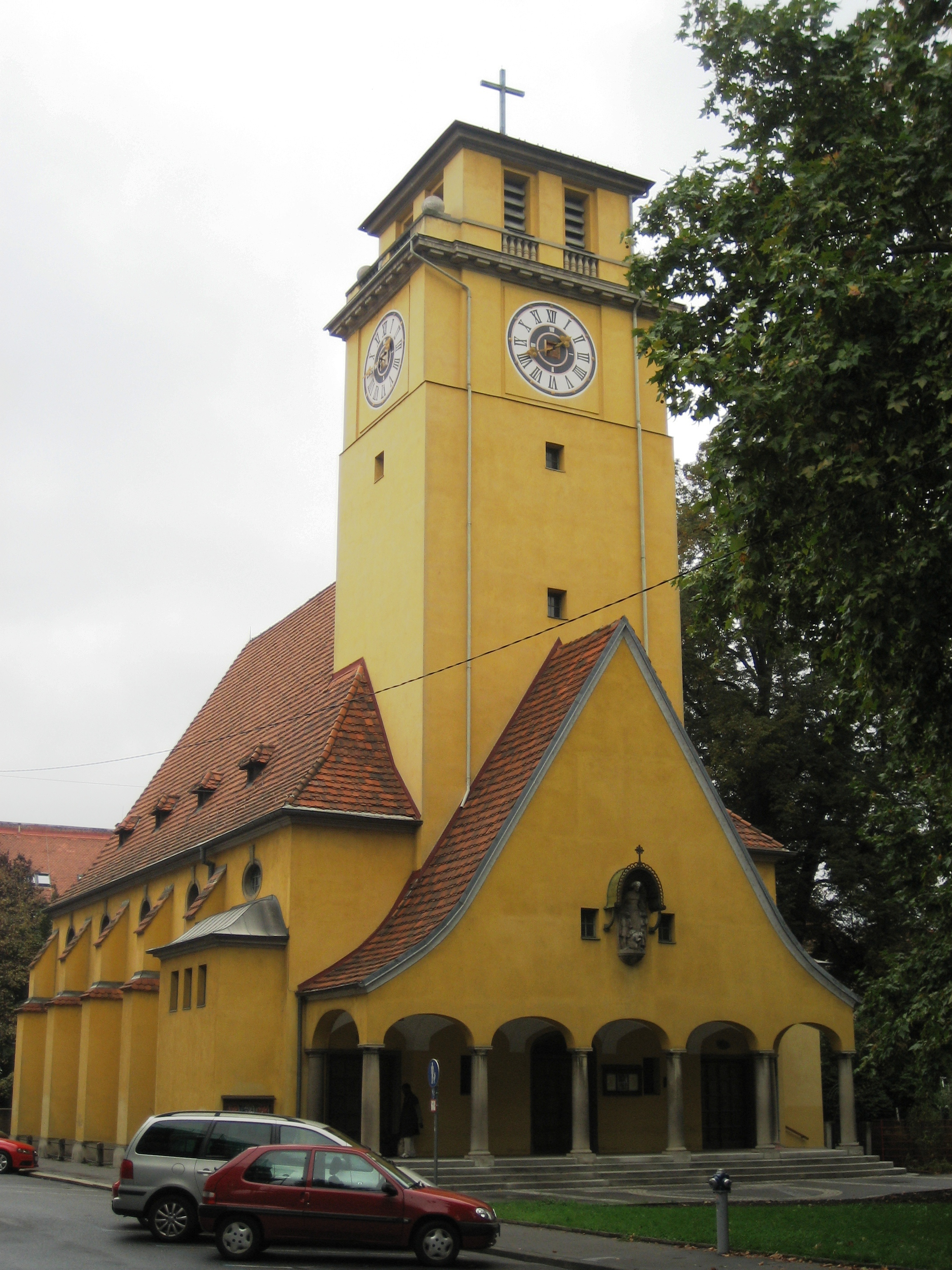
Kreuzkirche

Die Kreuzkirche ist eine evangelische Pfarrkirche im 4. Grazer Gemeindebezirk Lend.

## Geschichte und Gestaltung
Aufgrund des Bevölkerungswachstums am rechten Murufer (in Graz) wurde um die Jahrhundertwende zum 20. Jahrhundert die Gründung einer neuen evangelischen Pfarre beschlossen. Das aus dem 17. Jahrhundert stammende Mühl-Schlössl am Rand des Grazer Volksgartens und nahe dem linken Ufer des rechten Mühlgangs wurde 1908 erworben und als Pfarrhaus adaptiert. Eine anonyme Spenderin (Ida Albrecht, wurde 2014 in Erfahrung gebracht) aus Mecklenburg hatte testamentarisch ihr Vermögen zur Gründung einer lutherischen Kirche bestimmt. Die Grazer Gemeinde bewarb sich um die Stiftung. Der Berliner Architekturprofessor Otto Kuhlmann gewann den ausgeschriebenen Wettbewerb, an dem neben dem Wiener Architekturbüro Siegfried Theiss und Hans Jaksch auch Otto Bartning teilgenommen hatte. Die Kirche wurde von 1912 bis 1914 nach Kuhlmanns Plänen errichtet und 1914 vor dem Ersten Weltkrieg eingeweiht.
Die Kreuzkirche besitzt ein Langhaus mit Strebepfeilern, einer offenen Vorhalle und einen großen Turm, der ursprünglich eine Zwiebelhaube besaß, die im Zweiten Weltkrieg zerstört wurde. Das Langhaus setzt sich aus Emporen auf massigen Steinsäulen und einem halbrunden von einem blauen Sternenhimmel geprägten Apsis zusammen. Besonders auffällig für einen evangelischen Kirchenbau sind die Dekorationen mit Engeln und die Malereien auf den Emporenbrüstungen. Das Altarbild ist eine vom Grazer Maler Alfred Schrötter von Kristelli angefertigte Kopie der Kreuzigung von Peter Paul Rubens. Der Grazer Bildhauer Hans Brandstetter fertigte 1915 aus Stein eine Reliefbüste der unbekannten Kirchenstifterin an, die sich im Turmraum der Kirche befindet. Im Aufgang zur Orgelempore befindet sich ein Barockaltar (Hl. Paulus Eremita) aus der ehemaligen Hauskapelle des benachbarten Mühlschlössel-Pfarrhauses. Das Pfarrhaus ist mit der Kreuzkirche durch einen Laubengang verbunden.